# 흥덕초등학교 (충남)
흥덕초등학교는 대한민국 충청남도 당진시 합덕읍 덕평로 152-10 (옥금리)에 있었던 초등학교이다.

## 연혁
- 1959년 3월 15일 합덕국민학교 흥덕분교 인가
- 1961년 4월 1일 흥덕국민학교 승격
- 1985년 9월 5일 병설유치원 개원
- 1996년 3월 1일 흥덕초등학교로 개칭
- 2000년 2월 17일 제39회 졸업식(총 2432명)
- 2000년 3월 1일 합덕초등학교로 통폐합